# Барби (фильм)
«Ба́рби» (англ. Barbie) — американская фэнтезийная комедия режиссёра Греты Гервиг по сценарию, написанному Гервиг и Ноа Баумбахом. Кинолента, основанная на серии игрушек Барби компании Mattel, стала первым игровым художественным фильмом о Барби после многочисленных мультфильмов и спецвыпусков. Марго Робби и Райан Гослинг исполнили главные роли Барби и Кена, которые отправляются в путешествие из Барбиленда в реальный мир для решения экзистенциальных вопросов. Также в фильме сыграли Америка Феррера, Кейт Маккиннон, Исса Рэй, Реа Перлман и Уилл Феррелл.
В сентябре 2009 года компания Universal Pictures анонсировала игровой фильм о Барби с Лоуренсом Марком в качестве продюсера. Официальная разработка началась в апреле 2014 года, когда Sony Pictures приобрела права на фильм. Затем в течение нескольких лет менялись сценаристы и режиссёры; роль Барби сначала получила Эми Шумер, а затем Энн Хэтэуэй. В октябре 2018 года права были переданы компании Warner Bros. Pictures. Робби была выбрана на главную роль в 2019 году, после того как Галь Гадот отказалась от роли из-за конфликтов в расписании. В 2020 году было объявлено, что Грета Гервиг выступит режиссёром и напишет сценарий вместе с Ноа Баумбахом. Остальная часть актёрского состава была анонсирована в начале 2022 года. Съёмки проходили с марта по июль 2022 года на студии Warner Bros. в английском Ливсдене и в скейтпарке Венис-Бич в Лос-Анджелесе.
Мировая премьера «Барби» состоялась в Лос-Анджелесе 9 июля 2023 года, а выход в широкий прокат в США — 21 июля. Одновременный выход фильма с биографической драмой «Оппенгеймер» породил культурный феномен «Барбенгеймер», побудив зрителей посмотреть оба фильма в один день. Лента «Барби» получила признание критиков за режиссуру, дизайн, костюмы, музыку, актёрскую игру и поднятые темы. Фильм собрал в мировом прокате более 1,446 млрд долларов США, став самым прибыльным фильмом 2023 года, а также самым кассовым фильмом в истории, снятым исключительно женщиной-режиссёром. Также лента стала самым успешным фильмом Warner Bros. и 15-м самым кассовым фильмом всех времён.

## Сюжет
В сказочном Барбиленде компании Mattel живёт стереотипная Барби («Барби») и её подруги-куклы. Барбиленд — это матриархальное общество, где обитают разные варианты Барби, Кенов, а также куклы, снятые с производства компанией Mattel из-за их нестандартных особенностей. В то время как Кены проводят дни, играя на пляже и считая это своей профессией, Барби занимают престижные должности врачей, юристов и политиков. Пляжный Кен («Кен») ощущает себя счастливым и нужным только рядом со своей Барби и стремится к близким отношениям, но Барби отвергает его ухаживания, предпочитая проводить время в компании других Барби.
Однажды на танцевальной вечеринке Барби охватывает беспокойство о смерти и мимолётности жизни. На следующее утро она просыпается заспанной, а душ, завтрак и приземление с крыши проходят неудачно. Параллельно с этим появляется неприятное дыхание, целлюлит, а стопы становятся плоскими. Подруги советуют ей обратиться к «Странной» Барби, которая стала отшельницей. «Странная» Барби считает, что для того, чтобы исправить ситуацию, Барби нужно найти девочку из реального мира, которая играет с ней. Кен решает присоединиться к Барби и прячется в её автомобиле. Барби неохотно соглашается на совместное путешествие.
Попав на пляж Венис в Лос-Анджелесе, Барби и Кен начинают сомневаться в достижениях Барбиленда. Барби сталкивается с домогательствами, дискриминацией и сексизмом, а Кен открывает для себя патриархат. Агент ФБР сообщает в компанию Mattel о присутствии Барби и Кена в реальном мире. Глава компании приказывает найти их любой ценой. Барби находит свою владелицу, девочку-подростка по имени Саша, которая критикует её за поощрение нереалистичных стандартов красоты и культуры потребления.
Mattel забирает Барби из школы Саши и пытается заточить куклу обратно в коробку для решения проблемы. Однако Саша и её мама Глория, работающая в Mattel, помогают Барби сбежать. Барби чувствует, что именно Глория, а не Саша начала снова играть со старыми куклами, чтобы справиться с экзистенциальным кризисом. Вместе героини отправляются в Барбиленд, а за ними следуют руководители Mattel.
Между тем, Кен поддаётся влиянию патриархата и впервые чувствует уважение к себе со стороны окружающих. Вернувшись в Барбиленд, он убеждает остальных Кенов захватить власть и превратить страну в «Кенолевство». Барби начинают прислуживать Кенам в качестве подруг, домохозяек и горничных. Глория, Саша и Барби прибывают в новое «Кенолевство» и безуспешно пытается убедить Кена и других Барби вернуться к прежней жизни. Потерпев неудачу, Барби погружается в депрессию, но Глория произносит вдохновляющую речь о противоречивых ожиданиях общества по отношению к женщинам, восстанавливая самоуважение Барби.
При помощи Саши, Странной Барби, Аллана и снятых с производства Барби и Кенов, Глория убеждает всех Барби освободиться от подчинения. Барби разжигают в Кенах ревность, подталкивая тех к взаимным разборкам и отвлекая от включения мужского доминирования в конституцию Барбиленда. Барби восстанавливают власть. Теперь, после того как они сами познали системное угнетение, Барби решают исправить недостатки своего общества, начав лучше обращаться с Кенами и всеми куклами-отшельниками.
Барби и Кен извиняются друг перед другом, признавая свои ошибки. Кен сетует, что у него нет цели в жизни без Барби. Барби же вдохновляет его найти свою идентичность. Дух Рут Хэндлер, соосновательницы Mattel, посещает Барбиленд и объясняет, что история Барби не имеет точной концовки и она может быть тем, кем только пожелает.
Все Барби, Кены и руководители Mattel прощаются с Барби, ведь та решила стать человеком и вернуться в реальный мир. В реальном мире бывшую куклу зовут «Барбара Хэндлер» и она решается на свой первый «человеческий шаг», отправившись на приём к гинекологу, куда её привозят Глория, её муж и Саша.

## Актёрский состав
- Марго Робби — Барби, к которой часто обращаются «Стереотипная Барби»[8][9]
- Другие версии Барби:
  - Кейт Маккиннон — странная Барби[10][11]
  - Исса Рэй — президент Барби[11][12][13]
  - Александра Шипп — Барби-писательница[11][14]
  - Эмма Маки — Барби-физик[11][15]
  - Хари Неф — Барби-доктор[11][12][16]
  - Шерон Руни — Барби-юрист[11][17]
  - Ана Круз Кейн[англ.] — Барби-судья[11][17]
  - Риту Арья — Барби-журналистка[11][17]
  - Дуа Липа — три Барби-русалки[11][18]
  - Никола Коклан — Барби-дипломат[11][17]
  - Метте Нарратив[англ.] — Барби-видео
  - Мариса Абела — говорящая Барби-подросток[19]
  - Люси Бойнтон — Барби-пруст
- Райан Гослинг — Кен, к которому часто обращаются «Пляжный Кен»[20]
- Другие версии Кена:
  - Кингсли Бен-Адир — баскетбольный Кен[17]
  - Симу Лю — туристический Кен / «Враждующий Кен»[21][22]
  - Скотт Эванс[англ.] — стереотипный Кен[17]
  - Шути Гатва — артистичный Кен[17][21]
  - Джон Сина — Кен-русал[23]
  - Роб Брайдон[англ.] — «сладкий папочка» Кен[24]
  - Том Стортон — Кен с магической серьгой
- Америка Феррера — Глория, сотрудница Mattel, которая помогает Барби в реальном мире[25]
- Майкл Сера — Аллан[13], кукла, созданная в 1964 году как друг Кена[26]
- Ариана Гринблатт — Саша, дочь Глории[27]
  - Женвьева Туссен — Саша в детстве
- Реа Перлман — дух Рут Хэндлер, создательницы Барби и соосновательницы Mattel[17]
- Хелен Миррен — рассказчица[11]
- Уилл Феррелл — генеральный директор Mattel, компании по производству Барби[28]
- Коннор Суинделлс — Аарон Динкинс, стажёр компании Mattel[17]
- Джейми Деметриу[англ.] — финансовый директор Mattel[17]
- Эмиральд Феннелл — Мидж[17]
- Ханна Халик-Браун — «взрослеющая» Скиппер
  - Эрика Форд — Скиппер-няня
- Энн Ротт — женщина на остановке
- Райан Пиерс Уильямс — муж Глории
- Лорен Холт — мама в школе

## Производство

### Разработка
Разработка фильма, основанного на серии игрушек Barbie, началась в сентябре 2009 года, когда компания Mattel совместно с Universal Pictures и продюсером Лоуренсом Марком объявила о соответствующих планах, которые так и не были реализованы. В 2014 году Mattel возобновили работу над проектом совместно с Sony Pictures, Дженни была назначена сценаристом, а Лори Макдональд и Уолтер Паркс — продюсерами посредством своей компании Parkes+MacDonald Image Nation. В марте 2015 года Диабло Коди была нанята, чтобы переписать сценарий, а Эми Паскаль вошла в число продюсеров. Позднее в том же году Sony наняли Линдси Бир, Берта Рояла и Хиллари Уинстон для повторного переписывания сценария.
В декабре 2016 года начались переговоры с Эми Шумер, претендовавшей на главную роль в фильме. В марте 2017 года Шумер отказалась от съёмок в фильме. В июле 2017 года переговоры об исполнении главной роли в фильме начала Энн Хэтэуэй, тогда же компания Sony объявила об очередном переписывании сценария Оливией Милч и привлечении к должности режиссёра Алетеи Джонс с целью заинтересовать Хэтэуэй и заставить её согласиться на роль. Джонс получила должность режиссёра в марте 2018 года. Тем не менее, в октябре 2018 года закончился срок, в течение которого Sony обладал правами на экранизацию фильма о Барби, после чего права на фильм перешли к компании Warner Bros. Pictures. После этого Хэтэуэй, Джонс, Макдональд, Паркс и Паскаль покинули проект. Переговоры об исполнении главной роли в фильме начала Марго Робби, также обсуждалась идея назначить на должность режиссёра Пэтти Дженкинс. В июле 2019 года Робби была утверждена на роль Барби, тогда же стало известно, что сценарий к фильму напишут Грета Гервиг и Ноа Баумбах. В июле 2021 года Гервиг была официально утверждена на должность режиссёра.

### Подбор актёров
Главную роль в фильме получила Марго Робби в июле 2019 года. Робби сказала, что цель фильма в том, чтобы обмануть ожидания зрителей и показать им «то, что они хотят увидеть, сами того не зная». В октябре 2021 года стало известно, что Райан Гослинг сыграет в фильме роль Кена. Гослинг и остальные члены актёрского состава были официально объявлены в первой половине 2022 года.
В мае 2023 года Марго Робби рассказала, что предлагала исполнить роль ещё одной Барби Галь Гадот, которая отказалась из-за плотного графика.

### Съёмки
Съёмки фильма начались в марте 2022 года на киностудии Warner Bros. Studios, Leavesden в Уотфорде, оператором стал Родриго Прието. Дизайнером костюмов выступает Жаклин Дюрран, ранее сотрудничавшая с Гервиг при создании фильма «Маленькие женщины» (2019). Съёмки завершились 21 июля.

## Музыка

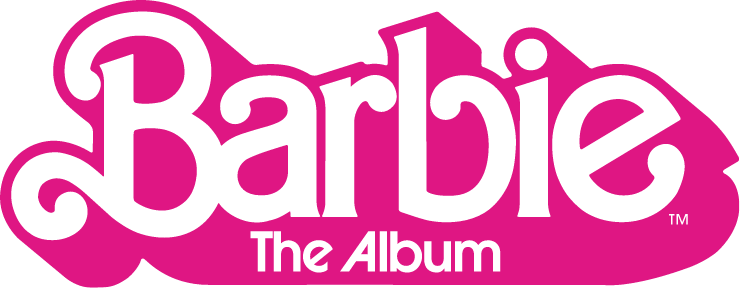
Логотип альбома-саундтрека к «Барби»

В начале сентября 2022 года было подтверждено, что музыку к фильму напишет Александр Деспла, ранее работавший с Гервиг над фильмом «Маленькие женщины» (2019). Однако к маю 2023 года Деспла покинул проект и его место заняли Марк Ронсон и Эндрю Уайатт.
Ведущий сингл саундтрека фильма «Dance the Night» в исполнении Дуа Липы вышел 26 мая 2023 года.
Саундтрек к фильму под названием Barbie: The Album вышел 21 июля 2023 года. В него вошли песни Эйва Макс, Charli XCX, Доминик Файк, Fifty Fifty, Gayle, Haim, Ice Spice, Kali, Кароль Джи, Халид, Лиззо, Ники Минаж, PinkPantheress, Tame Impala, The Kid Laroi, а также членов актёрского состава Райана Гослинга и Дуа Липы.
2 июня вышел синглы «Watati» от Karol G.
7 июня южнокорейская гёрл-группа Fifty Fifty вместе с Kali выпустила сингл «Barbie Dreams».
9 июня вышел сингл «Angel» от PinkPantheress.
30 июня вышел пятый сингл к альбому-саундтреку под названием «Speed Drive» от Charli XCX.
Песня «Barbie Girl» группы Aqua не была включена в саундтрек. Вместо неё 6 июля был выпущен сингл «Barbie World» (переработка песни «Barbie Girl» с семплом из неё) с участием Ice Spice и Ники Минаж, ставшая шестым синглом к альбому.
13 июля вышел седьмой сингл к альбому под названием «What Was I Made For?» американской исполнительницы Билли Айлиш.
20 декабря вышел мини-альбом «Ken The EP», в который вошли три новые версии песни «I’m Just Ken»: рождественская (Merry Kristmas Barbie), акустическая (In My Feelings Acoustic) и танцевальная (Purple Disco Machine Cover). Весь EP исполнен Райаном Гослингом и спродюсирован Марком Ронсоном.

## Маркетинг

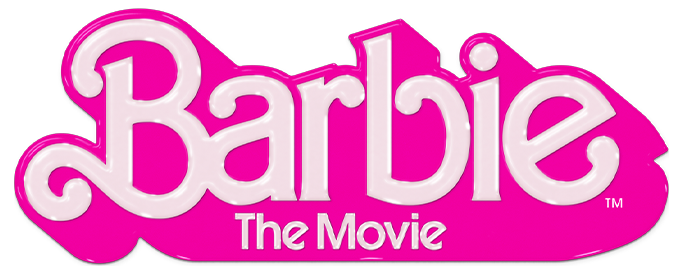
Логотип для рекламно-сувенирной продукции

Премьере фильма предшествовала активная маркетинговая кампания. В рамках продвижения фильма компания Mattel объявила о тематическом партнёрстве и сотрудничестве с рядом брендов, включая Airbnb, Aldo, Bloomingdale's, Chi Haircare, Forever 21, Gap, Hot Topic, Krispy Kreme Philippines, Primark, Spirit Halloween, Ulta и Xbox. Компания Warner Bros. Discovery продвигала фильм по собственным телеканалам и создала реалити-шоу Barbie Dreamhouse Challenge
16 декабря 2022 года на YouTube канале Warner Bros. был опубликован первый тизер фильма, а 5 апреля 2023 года вышел первый официальный трейлер.
В рамках промокампании 4 апреля был запущен ИИ-генератор тематических селфи (Barbie Selfie Generator). При загрузке фото он обрезает фон и генерирует постер фильма.

## Премьера
Мировая премьера состоялась в Лос-Анджелесе 9 июля 2023 года.
Премьера фильма в кинотеатрах состоялась 21 июля 2023 года. Ранее назывались другие даты премьеры: 2 июня 2017 года, 12 мая 2017 года, 29 июня 2018 года, 8 августа 2018 года и 8 мая 2020 года. В России и Беларуси фильм неофициально «вышел в прокат» 14 сентября 2023 года.
«Барби» вышел в кинотеатрах в один день с премьерой фильма «Оппенгеймер» Кристофера Нолана. Из-за контраста между двумя фильмами — фэнтезийной комедией о кукле и биографическим триллером о создателе атомной бомбы Роберте Оппенгеймере — в интернете появился мем «Барбенгеймер». Киллиан Мерфи, исполнивший главную роль в «Оппенгеймере», посоветовал зрителям посмотреть оба фильма в один день и заметил: «если это хорошие фильмы, то это пойдёт на пользу кинематографу».

## Восприятие

### Кассовые сборы
По состоянию на 8 января 2024 года фильм «Барби» собрал 636,2 млн долларов в США и Канаде и 809,4 млн долларов на других территориях, общие мировые сборы превысили 1,446 млрд долларов. Сборы значительно превзошли ожидания и установил рекорд для всех фильмов, не являющихся сиквелами, ремейками или кинокомиксами.

### Отзывы критиков
На сайте-агрегаторе рецензий Rotten Tomatoes рейтинг фильма «Барби» составляет 88 % со средней оценкой 7,9/10 на основании 472 обзоров критиков и обладает «сертификатом свежести». Консенсус критиков сформулирован так: «„Барби“ — это визуально ослепительная комедия, метаюмор которой искусно дополняется бунтарским повествованием». На сайте-агрегаторе Metacritic рейтинг фильма составляет 80 баллов из 100 возможных на основании 67 обзоров критиков, что соответствует «в целом положительным отзывам». Зрители, опрошенные CinemaScore, поставили фильму среднюю оценку «A» по шкале от A+ до F. По данным PostTrak, 89 % посмотревших дали фильму положительную оценку, а 79 % заявили, что определённо рекомендуют его к просмотру.
Майкл Филлипс из Chicago Tribune назвал фильм «прелестным, эксцентирически образным примером расширения бренда и грубой, беспрепятственной коммерциализации» и поставил фильму оценку 3,5 из 4 возможных. Ловия Гиарки из The Hollywood Reporter отметила, что фильм «хитро балансирует между корпоративной лояльностью и подрывной деятельностью», похвалив режиссёрскую работу Гервиг, декорации и дизайн, костюмы, саундтрек и актёрскую игру, но подвергла критике «сумбурный» политический посыл фильма. Элисон Уиллмор из Vulture похвалила игру актёров, исполнивших главные роли, в особенности Робби, которая может быть «душераздирующе серьёзной и смешной, и иногда без усилий может демонстрировать и то, и другое одновременно», но посетовала, что попытки внедрить «подрывные идеи» в проект оказываются в итоге «новым способом бренда продавать себя».
Питер Брэдшоу из «Гардиан» поставил фильму 3 звезды из 5 возможных, описав его как «добродушный, но неуверенный в себе, комедия которого заключается в этой самой неуверенности, иногда смешной, иногда очень смешной, но иногда также застенчивой и скованной». Он отметил, что фильм, возможно, является «гигантской двухчасовой рекламой», но при этом похвалил актёрскую игру Гослинга.

### Включения в списки
По итогам 2023 года многие издания включили «Барби» в свои списки лучших фильмов года. В их числе BBC, Collider, Empire, IndieWire, Rolling Stone, Time Out, Vulture, «Кинопоиск», «Мир фантастики», а также Британский институт кино. Портал IGN назвал «Барби» лучшим фильмом года.

### Награды и номинации
- «Оскар», 8 номинаций: лучший фильм, мужская и женская роли второго плана, адаптированный сценарий, работа художника, костюмы, победа в номинации «лучшая песня» (What Was I Made For?).
- «Золотой глобус», победа в номинации «лучшая песня» и спецприз за достижения в кинопрокате (вне номинаций).
- BAFTA, 5 номинаций (женская роль, мужская роль второго плана, сценарий, костюмы, художник-постановщик), 0 премий.
- «Выбор критиков», 18 номинаций (включая «лучший фильм»), 6 побед (лучшая комедия, сценарий, костюмы, художник, грим, песня).
- «Грэмми»: победа в номинациях «песня года» (What Was I Made For?) и «сборник года».

## Поднятые темы
Как и в случае с самой куклой, предметом обсуждения были феминизм и связанные с ним темы. Некоторые рецензии на фильм рассматривают его как сатиру, высмеивающую капитализм, в то время как другие воспринимают его как сатиру, умело использующую капиталистические темы.

### Философия
«Барби» характеризуют как исследование тем экзистенциализма. Люси Форд из GQ написала, что фильм «размышляет над самой идеей того, что делает нас людьми, идеей „другого / иного“, действительно ли существует такая вещь, как автономия и независимость, или мы все просто пешки, от которых избавятся при необходимости». Форд заметила, что в фильме Барби и Кен отправляются в «противоположные, но равные по значимости» путешествия самопознания после того, как они побывали в реальном мире и узнали, что это репрессивное патриархальное общество, в отличие от матриархальной утопии, которой является Барбиленд. Герои попадают «в переплетение разума и чужой идеи, выбирая между свободой воли и всеобщими правилами о том, куда идти и как действовать».
В журнале «Vogue India» Варья Шривастава применила бовуарские концепции экзистенциализма и индивидуализма к Барби, утверждая, что «индивидуализм заставляет вас подвергать сомнению социальные нормы и ожидания […] Даже для Барби это время настало. Она пыталась быть инклюзивной и репрезентативной. Она пыталась признать критику феминисток и теперь работает президентом, учёным и доктором. Но бремя быть образцом для подражания в мире, который ставит под сомнение мораль и принимает разнообразие, стало очень тяжёлым. Экзистенциализм процветает в этом разрыве между тем, что есть, и тем, что должно быть». Профессор философии Университета Кларка Вибке Даймлинг сравнила сцену в фильме, в которой Барби приходится сделать выбор между возвращением к своей идеальной жизни в Барбиленде или правдой о её существовании в реальном мире, с «машиной личного опыта», мысленным экспериментом американского философа Роберта Нозика. Димлинг также заметила, что гендер в Барбиленде зависит от поведения, указав на то, как Кены ведут себя до и после установления патриархата.
Алисса Уилкинсон из «Vox» сравнила Барбиленд с библейским Эдемом, а Барби и Кен — это перевёрнутая парадигма Адама и Евы. Уилкинсон провела параллель между первыми мыслями Барби и Кена о том, «что на них смотрят» в реальном мире, и грехопадением человека.
Китайский кинокритик Ли Цзинфэй (李竞菲) сравнил внезапное осознание Барби концепта смерти с моментом, когда Сиддхартха Гаутама покинул место своего рождения и впервые узнал о страданиях и смерти, что в конечном итоге привело к его просветлению.

### Феминизм
Кэти Пиклз из «The Conversation» заметила, что «Барби» демонстрирует, что матриархат может быть «таким же плохим», как и патриархат, при этом Кены подвергаются объективации и являются «исключённым полом» в Барбиленде. Пиклз также поясняет, что настоящими героями стали изгои, такие как Странная Барби и Аллан, которые не смирились с установлением патриархата и помогли вернуть всем Барби разум. Критик считает, что это соответствует концепции феминизма Гервиг, согласно которой «все получат лучик солнца».
Джек Батлер из «National Review» не согласился с некоторыми оценками фильма как «поверхностной, мужененавистнической и отталкивающей писанины» и заявил, что вместо этого фильм представляет собой «постфеминистскую сатиру на то, как феминистки представляют себе идеальный мир, и на то, каким предстаёт мужское доминирование». Батлер отметил, что в реальном мире «Кен получает отказы, пытаясь всячески встроиться в мужскую иерархию, которая якобы доминирует в мире. Ему приходится вернуться в Барбиленд, чтобы установить патриархат там. Но то, что у него получается в итоге, настолько мелочно, что система рушится в одно мгновение. И хотя Барби в исполнении Марго Робби восстанавливает женское доминирование в Барбиленде, она решает покинуть страну и стать человеком».
Многие журналисты обратили внимание на параллельное культурное явление в виде концертного тура «The Eras Tour» певицы Тейлор Свифт: эксперты увидели в туре и фильме признаки новой репрезентации массовой женственности. Мишель Голдберг из «The New York Times» описала выход фильма и тур, восторженный общественный приём и связанные с ними критические дискурсы как величайшие культурные явления лета 2023 года, объяснив, что «под их блестящей, яркой поп-поверхностью рассказываются истории взросления женщин, отмеченные экзистенциальными кризисами и ожесточёнными столкновениями с сексизмом». Бен Сисарио посчитал оба явления критикой патриархата, в то время как Талия Лакриц из «Business Insider» написала, что они «возвращают девичье настроение, не теряя приобретённой власти». Точно так же Крис Уиллман заявил, что фильм и тур используют патриархат как объект иронии, «при этом будучи чрезвычайно дружелюбными и гостеприимными по отношению к мужчинам так же, как и ко всем остальным», что в конечном итоге превратилось в феномен, заработавший миллиарды долларов.

### Маскулинность
В газете «Los Angeles Times» Жан Герреро предложил своё видение подтекста феминистского с виду фильма, в котором «мир, игнорирующий мужчин и их чувства, является жестокой и перевёрнутой формой патриархата», и добавил: «Этот фильм представляет собой редкое произведение массовой культуры, который предлагает мужчинам переосмыслить маскулинность ради них самих. Он признаёт кризис идентичности и потерю надежды, экономических перспектив и жизненных целей среди американских мужчин. Эти сложности часто игнорируются прогрессистами и поэтому ловко эксплуатируются крайне правыми политиками и лидерами мнений от Эндрю Тейта до Джоша Хоули […] Оценки фильма были сосредоточены на посланиях о расширении прав и возможностей женщин, но революционным его делает то, что он также предлагает женщинам переосмыслить феминизм, при этом не игнорируя сложности в жизни мужчин».
Николас Балезис в журнале «Психология сегодня» отметил, что Барби даёт «относительно точное представление маскулинности» в двух случаях, которые перекликаются с проблемами и беспокойствами, часто встречающимися в клинической психологии и терапии. В первом случае речь идёт о «переоценке женского взгляда на мужское чувство собственного достоинства и даже на экзистенциальное чувство самоидентичности»: Кен обращается к патриархальному самовыражению и мужскому доминированию «над другими мужчинами, женщинами или объектами», потому что он не «чувствует той привлекательности и ценности», которую желает получить от Барби. Во втором случае, который касается «отношения к стыду или экзистенциальному одиночеству и обращению к сексу как успокаивающему средству», Барби обращается к Кену в третьем акте фильма за утешением: Кен интерпретирует это как сексуальное желание и пытается поцеловать Барби, что доктор Балезис сравнил с моментами, «когда стыд может быстро превратиться в негодование и гнев, ведь здесь мы видим, как одиночество и экзистенциальная тревога преобразуются в сексуальную мольбу — чтобы секс помог развеять эти неприятные чувства».
Меган Гарбер из «The Atlantic» написала, что Кен и его путь самопознания «отражают подростковый возраст», отметив: «Как и любой подросток, Кен пытается понять, кто он такой, и проверяет мир на прочность и масштаб. Но он не может содержаться в собственной незрелости, и в этом его проблема. Его подростковый подход к миру наносит ущерб всем остальным». Гарбер пришла к выводу, что Кен воплощает в фильме «главную идею» о том, что «патриархат — это глубокая форма незрелости». Элиана Доктерман из «Time» отметила, что радикализация Кена напоминает движение за права мужчин, особенно в те моменты, когда он чувствует, что его «лишили мужественности», и он решает создать «правильный патриархат».

### Комментарии
1. ↑  Указано в нескольких статьях:[103][104][105][106][107][108][109]